# Long Neck
Long Neck es un lugar designado por el censo ubicado en el condado de Sussex en el estado estadounidense de Delaware. En el año 2000 tenía una población de 1,629 habitantes y una densidad poblacional de 253 personas por km².

## Geografía
Long Neck se encuentra ubicado en las coordenadas 38°37′08″N 75°09′00″O / 38.61889, -75.15000.

## Demografía
Según la Oficina del Censo en 2000 los ingresos medios por hogar en la localidad eran de $34,688, y los ingresos medios por familia eran $47,917. Los hombres tenían unos ingresos medios de $27,117 frente a los $30,179 para las mujeres. La renta per cápita para la localidad era de $25,172. Alrededor del 8.4% de la población estaban por debajo del umbral de pobreza.

## Localidades adyacentes
Diagrama de las localidades a un radio de 16 km a la redonda de Long Neck.